# Museo Storico dei Bersaglieri
Das Museo Storico dei Bersaglieri befindet sich in Rom innerhalb des von Michelangelo erbauten Stadttors Porta Pia im Stadtteil Castro Pretorio. Es enthält eine Sammlung von Andenken, Dokumentationen und Berichten zu den Kampfeinsätzen der Bersaglieri, darunter Waffen, Uniformen und Bilder sowie einige Orden, teilweise mit Sammlerwert.
Das Museum wurde am 18. Juni 1904 eingeweiht und 1932 an den heutigen Ort verlegt. 
Durch die sogenannte Breccia di Porta Pia Karte, einer Bresche die 100 Meter nördlich in die Stadtmauer geschossen wurde, drangen Bersaglieri am 20. September 1870 in Rom ein und beseitigten damit den Kirchenstaat definitiv. Rom wurde kurz danach Italiens Hauptstadt.